# Beggin’
Beggin’ (englisch für: „flehen“ oder auch „betteln“) ist ein Lied der US-amerikanischen Pop-Rock-Band The Four Seasons aus dem Jahr 1967. Das Lied wurde diverse Male gecovert und erlangte besonders durch die kommerziell erfolgreichen Interpretationen von Madcon (Oktober 2007) und Måneskin (Februar 2021) größere Bekanntheit.

## Entstehung und Veröffentlichung
Geschrieben wurde das Lied von Peggy Farina und Four-Seasons-Mitglied Bob Gaudio. Für die Produktion zeichnete Bob Crewe verantwortlich.
Die Erstveröffentlichung von Beggin’ erfolgte als Single im Februar 1967 bei Philips Records. Diese erschien als 7″-Single mit der B-Seite Dody (Katalognummer: 40433). Im gleichen Jahr erschien auch eine gleichnamige EP, diese wurde um die beiden Titel Bye Bye Baby (Baby, Goodbye) und Queen Jane Approximately erweitert (Katalognummer: 452 064). Im Mai 1967 erschien das Lied als Teil von New Gold Hits, dem zehnten Studioalbum der Four Seasons (Katalognummer: 200-243). Im März 1971 wurde die Single nochmals neu aufgelegt, diesmal enthielt es als B-Seite das Lied Walk Like a Man (Katalognummer: 6051 012).

## Kommerzieller Erfolg

### Chartplatzierungen
Beggin’ stieg am 4. März 1967 in die US-amerikanischen Billboard Hot 100 ein, erreichte mit Rang 16 seine beste Platzierung und konnte sich neun Wochen am Stück in den Charts halten. Im Vereinigten Königreich stieg es erstmals am 1. Juli 2007 auf Rang 78 ein und erreichte zwei Wochen später mit Rang 32 seine beste Chartnotierung. Es platzierte sich mit Unterbrechungen acht Wochen in den Top 100, letztmals am 15. März 2009.
| ChartsChartplatzierungen       | Höchstplatzierung | Wochen |
| ------------------------------ | ----------------- | ------ |
| Vereinigte Staaten (Billboard) | 16 (9 Wo.)        | 9      |
| Vereinigtes Königreich (OCC)   | 32 (8 Wo.)        | 8      |

### Auszeichnungen für Musikverkäufe
| Land/Region                  | Auszeichnungen für Musikverkäufe (Land/Region, Auszeichnung, Verkäufe) | Verkäufe |
| ---------------------------- | ---------------------------------------------------------------------- | -------- |
| Vereinigtes Königreich (BPI) | Silber                                                                 | 200.000  |
| Insgesamt                    | 1× Silber ·                                                            | 200.000  |

## Coverversionen

### Madcon-Version
Das norwegische Pop-Rap-Duo Madcon veröffentlichte am 5. November 2007 eine Coverversion, die sich europaweit in den Charts platzieren konnte.
| ChartsChartplatzierungen       | Höchstplatzierung | Wochen |
| ------------------------------ | ----------------- | ------ |
| Deutschland (GfK)              | 7 (26 Wo.)        | 26     |
| Norwegen (IFPI)                | 1 (27 Wo.)        | 27     |
| Österreich (Ö3)                | 7 (30 Wo.)        | 30     |
| Schweiz (IFPI)                 | 5 (59 Wo.)        | 59     |
| Vereinigte Staaten (Billboard) | 79 (10 Wo.)       | 10     |
| Vereinigtes Königreich (OCC)   | 5 (44 Wo.)        | 44     |

| ChartsJahrescharts (2008)    | Platzierung |
| ---------------------------- | ----------- |
| Deutschland (GfK)            | 31          |
| Österreich (Ö3)              | 25          |
| Schweiz (IFPI)               | 25          |
| Vereinigtes Königreich (OCC) | 53          |

Auszeichnungen für Musikverkäufe

| Land/Region                  | Auszeichnungen für Musikverkäufe (Land/Region, Auszeichnung, Verkäufe) | Verkäufe  |
| ---------------------------- | ---------------------------------------------------------------------- | --------- |
| Belgien (BRMA)               | Gold                                                                   | 25.000    |
| Dänemark (IFPI)              | Gold                                                                   | 45.000    |
| Deutschland (BVMI)           | Gold                                                                   | 150.000   |
| Frankreich (SNEP)            | Gold                                                                   | 200.000   |
| Italien (FIMI)               | Gold                                                                   | 35.000    |
| Neuseeland (RMNZ)            | Platin                                                                 | 30.000    |
| Spanien (Promusicae)         | Platin                                                                 | 40.000    |
| Vereinigtes Königreich (BPI) | Platin                                                                 | 600.000   |
| Insgesamt                    | 5× Gold · 3× Platin ·                                                  | 1.125.000 |

### Måneskin-Version
Die italienische Rockband Måneskin veröffentlichte am 15. Dezember 2017 eine Coverversion auf ihrer EP Chosen. Am 28. Februar 2021 folgte die Single-Veröffentlichung einer Live-Version. Internationalen Erfolg erzielte das Lied aber erst nach dem Sieg von Måneskin beim Eurovision Song Contest 2021. Infolgedessen erreichte das Lied in Deutschland, Österreich und der Schweiz Platz eins der Singlecharts.
| ChartsChartplatzierungen       | Höchstplatzierung | Wochen |
| ------------------------------ | ----------------- | ------ |
| Deutschland (GfK)              | 1 (45 Wo.)        | 45     |
| Italien (FIMI)                 | 15 (42 Wo.)       | 42     |
| Österreich (Ö3)                | 1 (49 Wo.)        | 49     |
| Schweiz (IFPI)                 | 1 (49 Wo.)        | 49     |
| Vereinigte Staaten (Billboard) | 13 (25 Wo.)       | 25     |
| Vereinigtes Königreich (OCC)   | 6 (21 Wo.)        | 21     |

| ChartsJahrescharts (2021)      | Platzierung |
| ------------------------------ | ----------- |
| Deutschland (GfK)              | 14          |
| Italien (FIMI)                 | 43          |
| Österreich (Ö3)                | 5           |
| Schweiz (IFPI)                 | 13          |
| Vereinigte Staaten (Billboard) | 66          |
| Vereinigtes Königreich (OCC)   | 51          |

| ChartsJahrescharts (2022) | Platzierung |
| ------------------------- | ----------- |
| Österreich (Ö3)           | 65          |
| Schweiz (IFPI)            | 100         |

Auszeichnungen für Musikverkäufe

| Land/Region                  | Auszeichnungen für Musikverkäufe (Land/Region, Auszeichnung, Verkäufe) | Verkäufe  |
| ---------------------------- | ---------------------------------------------------------------------- | --------- |
| Australien (ARIA)            | 4× Platin                                                              | 280.000   |
| Belgien (BRMA)               | Platin                                                                 | 40.000    |
| Brasilien (PMB)              | 2× Diamant                                                             | 320.000   |
| Dänemark (IFPI)              | Platin                                                                 | 90.000    |
| Deutschland (BVMI)           | 3× Gold                                                                | 600.000   |
| Finnland (IFPI)              | Gold                                                                   | 20.000    |
| Frankreich (SNEP)            | Diamant                                                                | 333.333   |
| Griechenland (IFPI)          | 2× Platin                                                              | 40.000    |
| Italien (FIMI)               | 4× Platin                                                              | 400.000   |
| Kanada (MC)                  | 5× Platin                                                              | 400.000   |
| Malaysia (RIM)               | Gold                                                                   | 100.000   |
| Mexiko (AMPROFON)            | Diamant                                                                | 300.000   |
| Neuseeland (RMNZ)            | Platin                                                                 | 30.000    |
| Norwegen (IFPI)              | Platin                                                                 | 60.000    |
| Österreich (IFPI)            | 3× Platin                                                              | 90.000    |
| Polen (ZPAV)                 | 4× Platin                                                              | 200.000   |
| Portugal (AFP)               | 3× Platin                                                              | 30.000    |
| Russland (NFPF)              | 7× Platin                                                              | 70.000    |
| Schweden (IFPI)              | 2× Platin                                                              | 160.000   |
| Schweiz (IFPI)               | Gold                                                                   | 10.000    |
| Spanien (Promusicae)         | 3× Platin                                                              | 180.000   |
| Vereinigte Staaten (RIAA)    | 4× Platin                                                              | 4.000.000 |
| Vereinigtes Königreich (BPI) | Platin                                                                 | 600.000   |
| Insgesamt                    | 4× Gold · 47× Platin · 4× Diamant ·                                    | 8.353.333 |

Hauptartikel: Måneskin/Auszeichnungen für Musikverkäufe